# Etilòmetre
|  | No s'ha de confondre amb alcoholímetre. |

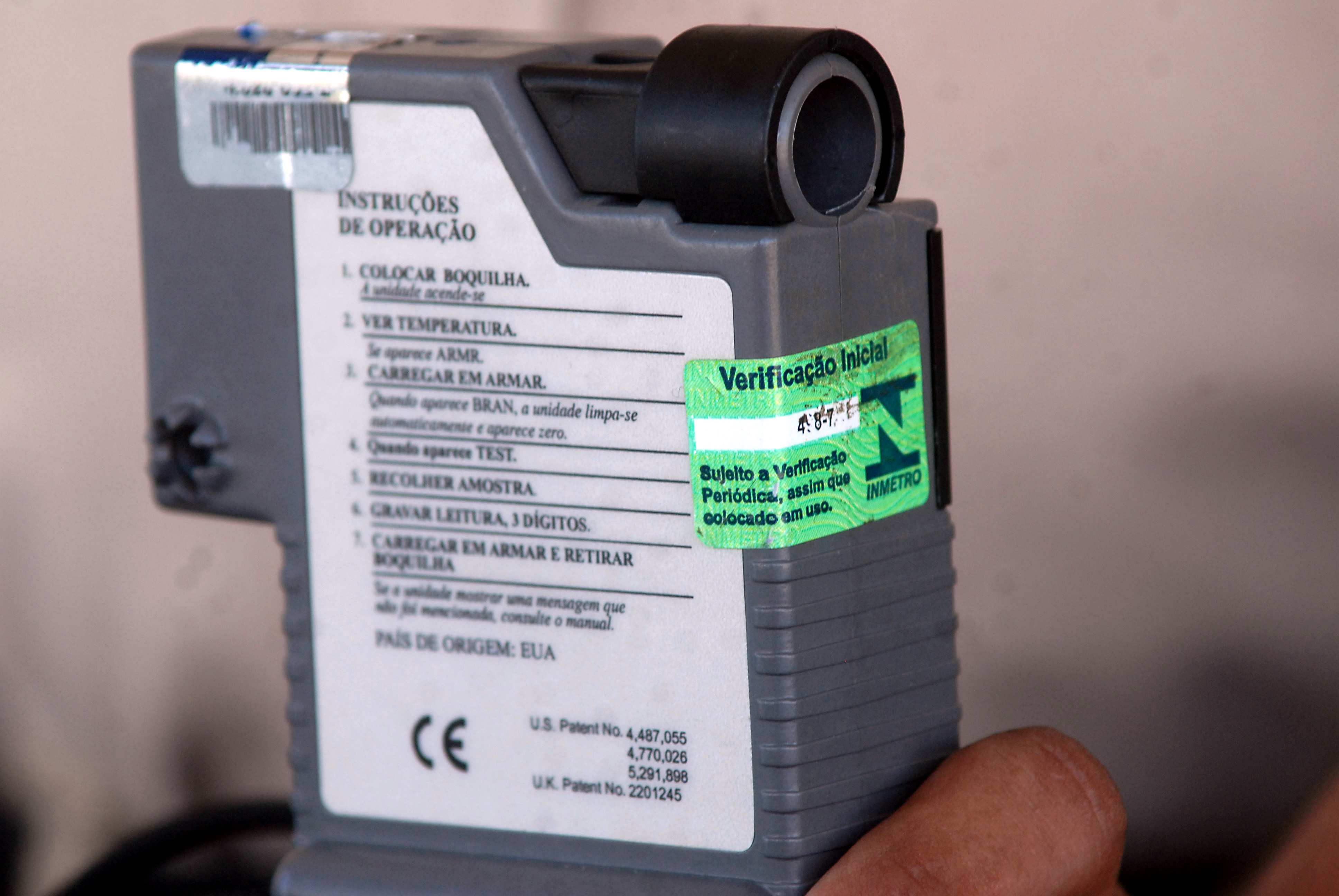
Un etilòmetre homologat

Un etilòmetre, popularment conegut com a alcoholímetre (amb el que cal no confondre, ja que es tracta d'un ús per a persones.. amb un concepte diferent i que empra uns altres principis), és un aparell que mesura la concentració d'alcohol etílic en el corrent sanguini d'una persona mitjançant l'anàlisi de l'aire pulmonar profund.
La seva principal aplicació és identificar conductors de vehicles que estiguin sota l'efecte de begudes alcohòliques.
Els etilòmetres especialitzats utilitzats per la policia tenen molt poc marge d'error, però els etilòmetres comuns no són del tot fiables, ja que poden confondre alts nivells d'alcohol amb diferents tipus de substàncies com THC (produïts pel cànnabis o pel tabac).

## Funcionament tècnic

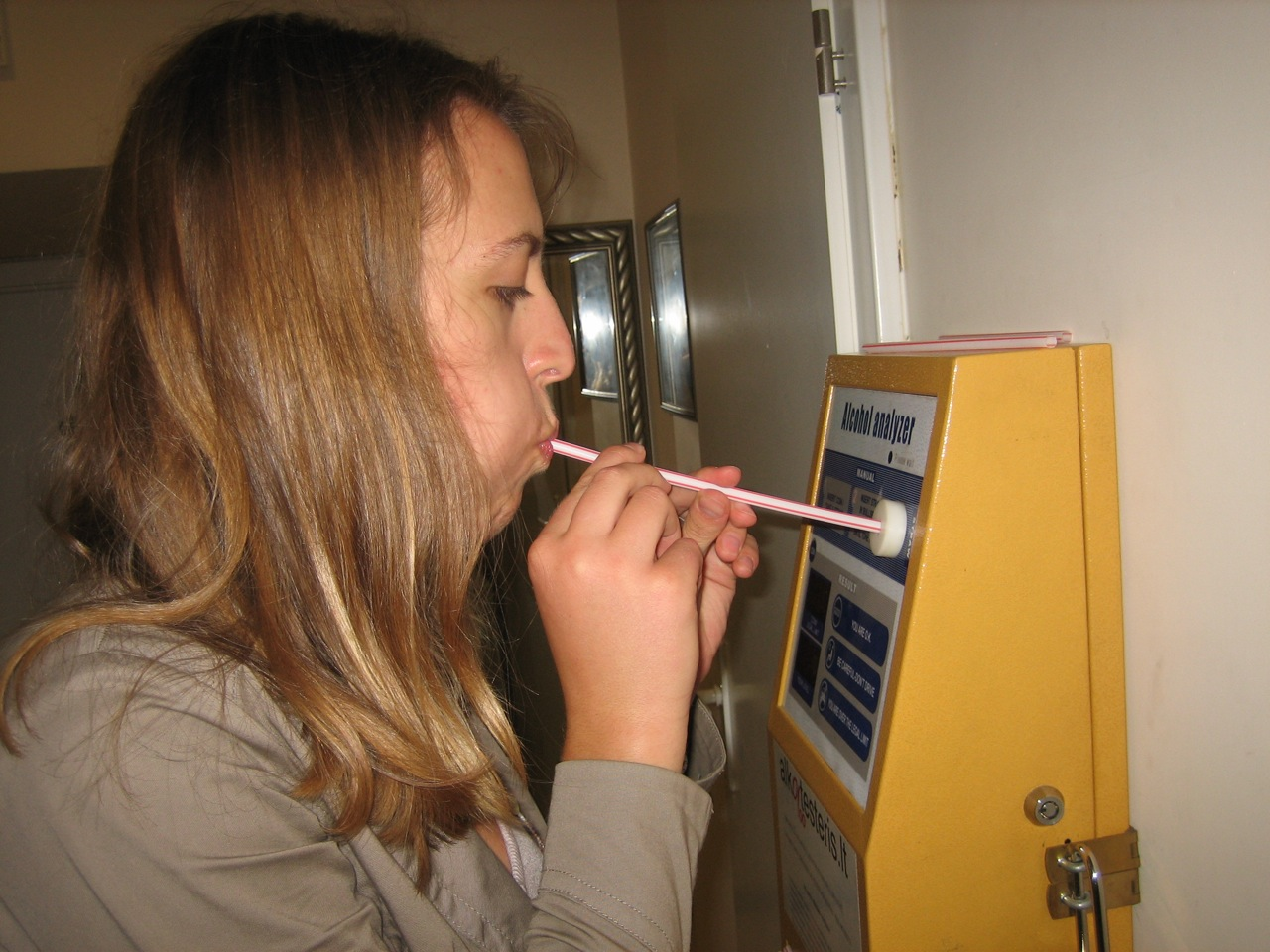
Una dona fent la prova d'alcoholèmia.

Un  'etilòmetre digital' , basat en un sensor de gas, indica, en bufar sobre ell, el tant per cent d'alcohol a la sang i pot servir a una persona per saber si està en condicions de conduir. Conèixer el nivell d'alcohol a la sang és molt important per a la seguretat als carrers i carreteres.
El conductor ha de bufar per un tub (o broquet) connectat a l'etilòmetre que condueix l'aire dels seus pulmons a un analitzador que conté una solució àcida de dicromat de potassi.
El principi de detecció del nivell d'alcohol en el cos humà, es basa en l'avaluació dels canvis en les característiques elèctriques d'un sensor sota els efectes causats pels residus d'alcohol etílic en l'alè de l'individu.
L'element sensor està format per un material a conductivitat elèctrica que és influenciada per les substàncies químiques presents a l'ambient i que s'adhereixen a la seva superfície. La seva conductivitat elèctrica disminueix quan la substància és l'oxigen i augmenta quan es tracta d'alcohol. Entre les compostos preferits per la formació del sensor destaquen aquells que utilitzen polímers conductors o pel·lícules d'òxids ceràmics, com ara l'òxid d'estany (SnO2), dipositats sobre un substrat aïllant.
La correspondència entre la concentració d'alcohol en l'ambient (mesurada en parts per milió -ppm), i la conductivitat elèctrica específica, s'obté mitjançant un calibratge previ en què altres factors com ara l'efecte de la temperatura ambient, l'efecte de la humitat, el règim del flux aire, etc., estan rigorosament avaluats. La concentració d'alcohol en l'alè de les persones està relacionada directament amb la quantitat d'alcohol present en la seva sang, per raó del procés d'intercanvi (oxi-hemoglobina<>carboxi-hemoglobina) que es produeix en els pulmons.
Les investigacions indiquen un índex d'error del 2% al 5% en la correlació entre l'alcohol en l'aire expirat i l'alcohol en la sang, fet que valida científicament el resultat dels etilòmetres, encara que hi ha detractors sobre l'exactitud.

## Anàlisi química
Els  alcohols es poden  oxidar, l'oxidació dels mateixos produeix  aldehids i l'oxidació més intensa produeix l'àcid orgànic corresponent; aquesta última etapa explica per què el vi, en contacte amb l'O2  es torna àcid.
Per estimar la quantitat d'alcohol que han ingerit les persones que circulen amb els seus vehicles, es produeix l'oxidació de l'alcohol etílic (present en l'aire expirat) amb una dissolució ataronjada de K2 Cr2 O7 ; en la reacció es produeix àcid acètic (CH₃-COOH) i la dissolució disminueix la intensitat del color ataronjat. La disminució de la intensitat del color és una mesura directa de la concentració de l'alcohol etílic a la sang de l'individu. 
L'alcohol present en l'aire exhalat és convertit en àcid acètic d'acord amb la reacció següent:
{\displaystyle 3CH_{3}CH_{2}OH+2K_{2}Cr_{2}O_{7}+8H_{2}SO_{4}\longrightarrow 3CH_{3}COOH+2Cr_{2}(SO_{4})_{3}+2K_{2}SO_{4}+11H_{2}O}
En aquesta reacció es mostra com l'etanol és convertit en àcid acètic i el crom, en la forma de íon cromat (coloració groc taronja) és transformat en {\displaystyle Cr+3} (coloració verda). Quant més gran és la concentració d'alcohol, més intensa és la coloració verda obtinguda.

## Nivells d'etanol a la sang

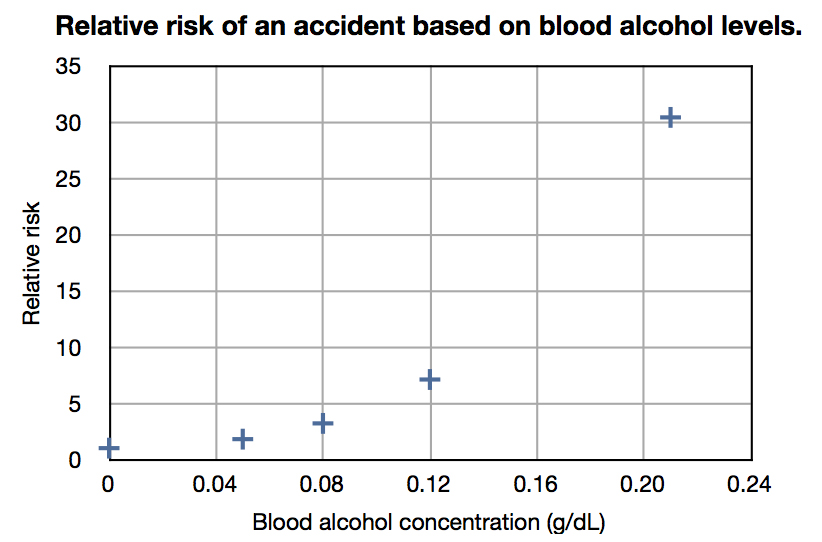

| Etanol a la sang (grams/litre) | Estat     | Símptomes                                                                                         |
| ------------------------------ | --------- | ------------------------------------------------------------------------------------------------- |
| 0,1 a 0,5                      | Sobrietat | Cap influència aparent.                                                                           |
| 0,3 a 1,2                      | Eufòria   | Pèrdua d'eficiència, disminució de l'atenció, judici i control                                    |
| 0,9 a 2,5                      | Excitació | Inestabilitat de les emocions, in-coordenació muscular. Menor inhibició. Pèrdua del judici crític |
| 1,8 a 3,0                      | Confusió  | Vertígens, desequilibri, dificultat en la parla i disturbis de la sensació.                       |
| 2,7 a 4,0                      | Estupor   | Apatia i inèrcia general. Vòmits, incontinència urinària i fecal.                                 |
| 3,5 a 5,0                      | Coma      | Inconsciència, anestesia. Mort                                                                    |
| Per sobre de 5                 | Mort      | Parada respiratòria                                                                               |

## Utilització i lleis en el món

### Espanya
L'etilòmetre és l'instrument usat pels agents de policia encarregats de la seguretat del  trànsit per a la detecció de la presència d'alcohol en el conductor d'un vehicle. Això es farà mitjançant etilòmetres  digitals de mà o mitjançant etilòmetres de precisió, necessaris per fer la denúncia pertinent, en cas que se superi la taxa màxima permesa.
A Espanya per a un ús efectiu d'aquests aparells, s'estableix un  control metrològic dels mateixos mitjançant la "Orden de 28 de diciembre de 1988, que indica la tolerància màxima d'errors dins dels límits de les normes de la  UNE. Els mesuraments les fan els òrgans competents de les comunitats autònomes, en el cas d'Espanya.

### Bèlgica
L'éthylotest és la tècnica legal d'avaluació d'alcoholèmia, sobretot per establir la intoxicació alcohòlica en el marc d'accidents de carretera. Els aparells són peritats per una quarantena de laboratoris homologats pels tribunals i la policia. Una persona insatisfeta del resultat d'un éthylotest pot demanar una contra-peritaciò.
L'éthylotest basat en el mètode « Casier-Delaunois », ha esdevingut legal l'any 1959. Segons aquest mètode, la taxa d'Etanol s'ha de mesurar el més ràpid possible després dels fets, a continuació s'ha d'ajustar tenint en compte l'eliminació natural de l'alcohol pel metabolisme del cos, a un ritme d'aproximadament 0,15 g/l per hora.

## Programa per Iphone
S'han desenvolupat aplicacions per poder calcular la  taxa d'alcoholèmia  segons la ingesta d'alcohol com ara  "Control de Alcoholèmia" d'Applistars  per tenir-la a l'Iphone i evitar així posar-se al volant en cas de dubte.